# Micrapate Xyloperthoides
Micrapate Xyloperthoides là một loài bọ cánh cứng trong họ Bostrichidae. Loài này được Jacquelin du Val miêu tả khoa học năm 1859.